# استین کایزر
استین کایزر (انگلیسی: Stien Kaiser؛ زادهٔ ۲۰ مهٔ ۱۹۳۸) اسکیت‌باز سرعت اهل هلند بود.